# كارول جويس
كارول جويس (بالإنجليزية: Carol Joyce)‏ هي راكبة الكنو جنوب أفريقية، ولدت في 29 ديسمبر 1981.

## وصلات خارجية
- كارول جويس على موقع أوليمبيديا (الإنجليزية)